# Nahid Hassan
Nahid Hassan, född 10 februari 1967, är en svensk kock, entreprenör och krögare.

## Biografi
Nahid Hassan, som är uppväxt i Dhaka i Bangladesh med föräldrar och tre yngre bröder, kom till Sverige och Stockholm som 20-åring i november 1989 Han studerade modedesign på Beckmans designhögskola 1994 samt mönster på Stockholms Tillskärarakademi 1995. Hassan gick en vin- och matutbildning 2016 samt en kockutbildning 2017.
Efter att ha arbetat extra på en indisk restaurang, där personalen åt mat från Bangladesh men gästerna serverades indiskt, förstod Hassan att de serverade fel mat. Med ett lån av sin bror öppnade han år 2000 sin första restaurang Shanti Classic med klassiska rätter från både Indien och Bangladesh.  Detta visade sig vara framgångsrikt och efter 22 år som kock och entreprenör driver Hassan (2022) sju restauranger under namnet Shanti i Stockholm med 80 anställda. Han har beskrivits som ambassadör för bengalisk mat i Sverige. Hassan har under en längre tid drivit en matlagningskurs på lördagar på en av sina restauranger.